# Giurgești (okręg Suczawa)
Giurgești – wieś w Rumunii, w okręgu Suczawa, w gminie Vulturești. W 2011 roku liczyła 734 mieszkańców. 